# Lac Mastigouche
Lac Mastigouche är en sjö i Kanada.   Den ligger i regionen Lanaudière och provinsen Québec, i den sydöstra delen av landet, 200 km nordost om huvudstaden Ottawa. Lac Mastigouche ligger 445 meter över havet. Arean är 2,8 kvadratkilometer. Den sträcker sig 3,7 kilometer i nord-sydlig riktning, och 3,9 kilometer i öst-västlig riktning.
I omgivningarna runt Lac Mastigouche växer i huvudsak blandskog. Runt Lac Mastigouche är det mycket glesbefolkat, med 2 invånare per kvadratkilometer.